# Occoquan
Occoquan är en kommun (town) i Prince William County i Virginia. Vid 2010 års folkräkning hade Occoquan 934 invånare.